# 7961 Ерколеполі
7961 Ерколеполі (7961 Ercolepoli) — астероїд головного поясу, відкритий 10 жовтня 1994 року.
Тіссеранів параметр щодо Юпітера — 3,652.